# Adalbert Atto von Canossa

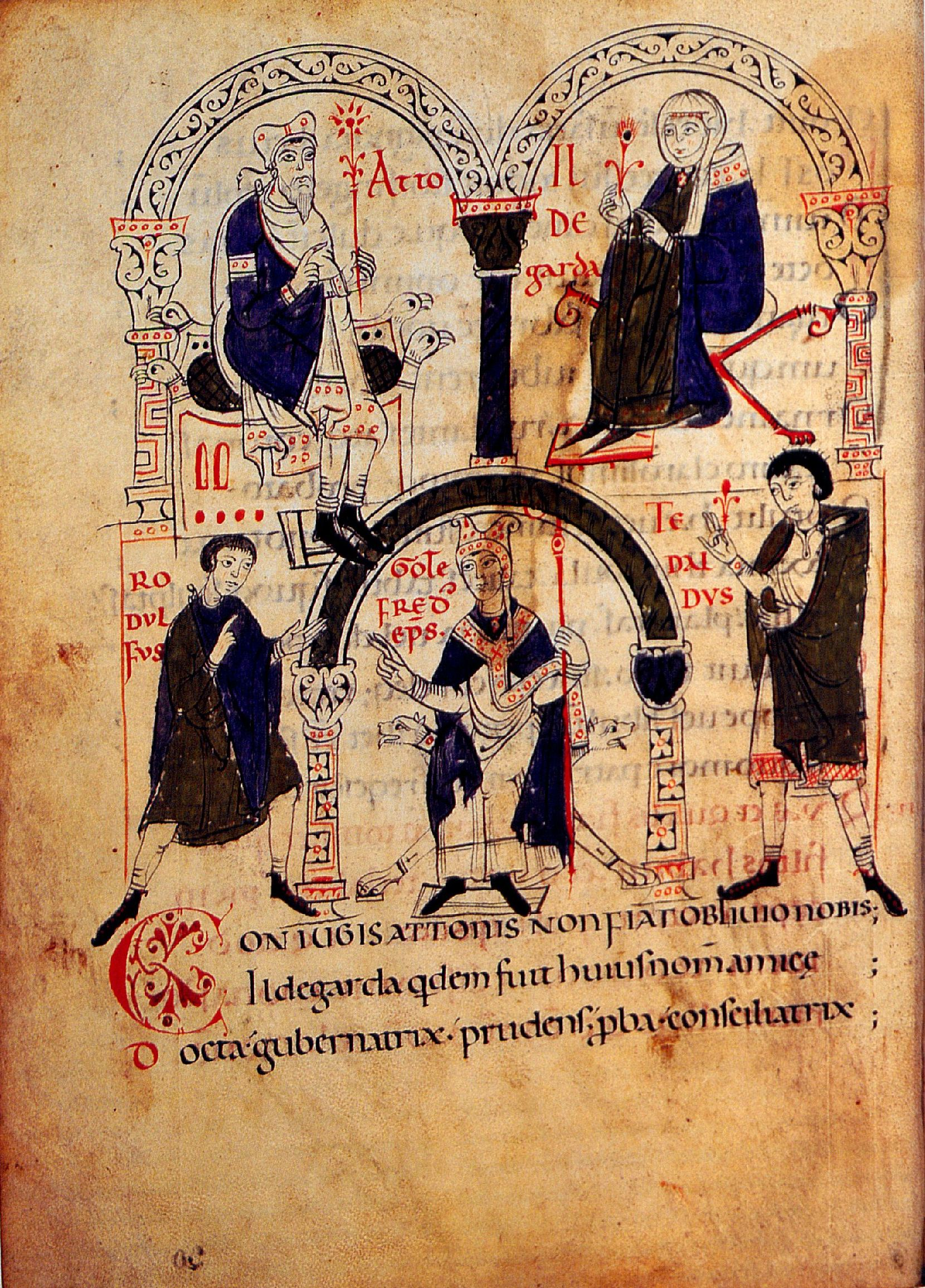
Adalbert-Atto von Canossa, Vita Mathildis des Donizio, um 1115. Vatikanstadt, BAV, Ms. Vat. lat. 4922, fol. 20v.

Adalbert Atto von Canossa († 13. Februar 988) auch Adalberto Azzo genannt, war der erste Graf von Canossa. Er war auch Graf von Reggio nell’Emilia, Mantua und Modena und spielte in den Auseinandersetzungen zwischen Kaiser Otto I. dem Großen und Berengar II. König von Italien (950 – 961) eine Rolle. 

## Herkunft
Adalbert Atto entstammte einer langobardischen Hochadelsfamilie, die um 940 Lucca kontrollierte und zugleich über umfangreiche Territorien in der Lombardei verfügte. 
Sein Vater Graf Sigifredus war nach Lucca eingewandert, hatte um 940 ausgedehnte Besitzungen in der Lombardei und gemeinsam mit seinen Söhnen Adalbert Atto, Sigifredus II. († n. 972), und Gerardus († v. 998), im Apennin, 18 km südwestlich von Reggio nell’Emilia (Italien) die Burg Canossa erbauen lassen. 
Der Name und die Herkunft seiner Mutter sind nicht bekannt.

## Leben
Die erste Nachricht über das Leben von Adalbert Atto betrifft die Ankunft der Familie, d. h., seines Vaters, des Grafen Sigifredus, sowie dessen drei Söhnen in Lucca.
Adalbert Atto lebte daher wohl einige Zeit in Lucca. Laut derselben Quelle war Atto der Erbauer der Burg Canossa, die er bereits im Mai 915 errichtet haben soll. Dies erscheint allerdings im Hinblick auf seine sonstigen bekannten Lebensdaten jedenfalls außerordentlich früh, da er erst nach 975 gestorben ist. Es ist daher wohl anzunehmen, dass diese Burg um 940 gemeinsam von ihm, seinem Vater und seinen Brüdern erbaut wurde.

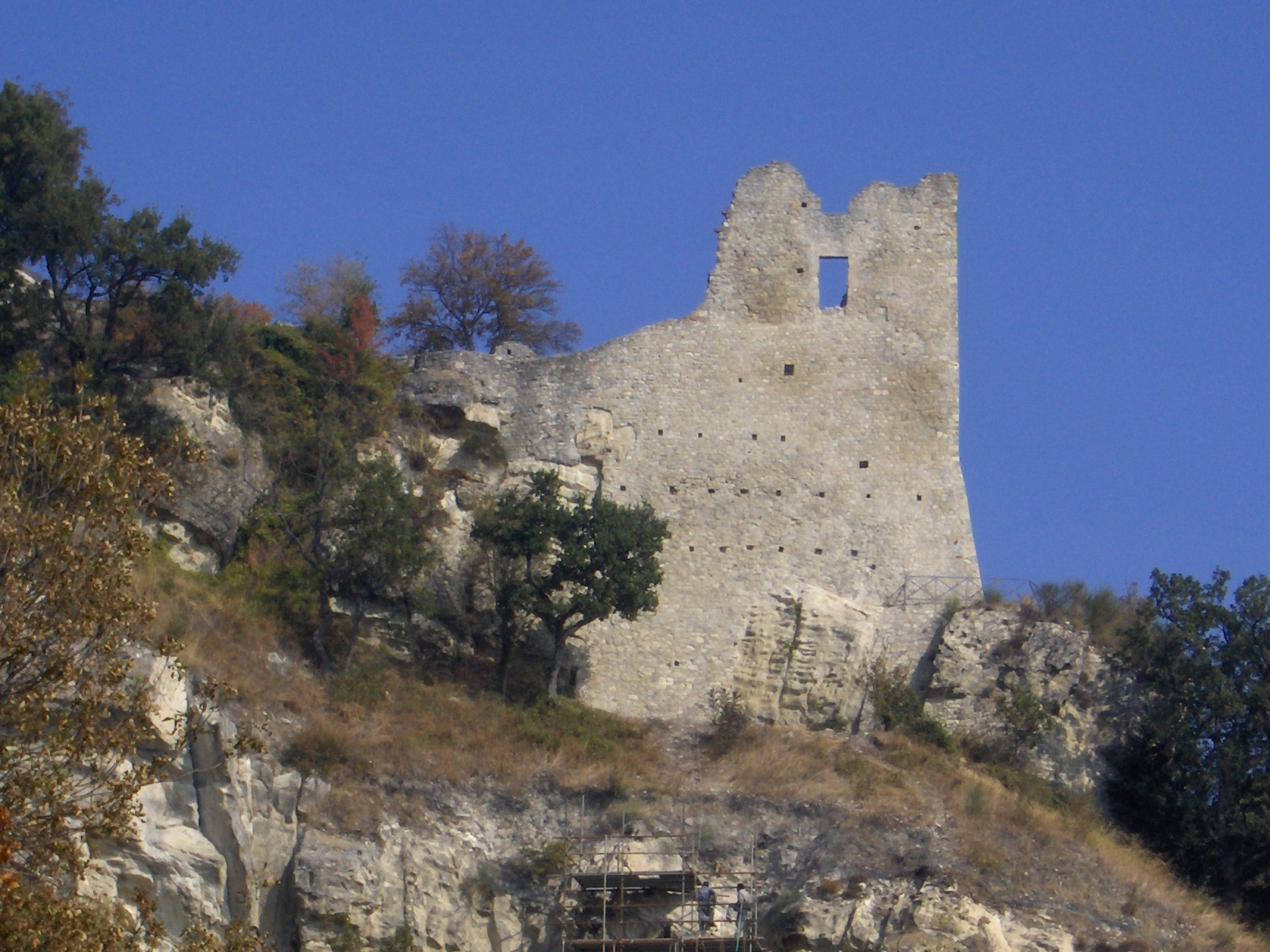
Reste der Burg Canossa, Provinz Reggio Emilia.

Adalbert Atto war Graf von Reggio nell’Emilia und ein Lehensmann des Königs von Italien, Lothar II. (948 – 950) aus dem Haus der Bosoniden und stand auch im Dienst des Bischofs Adelard von Reggio. 

### Hilfe für Königin Adelheid
Wesentlich für den weiteren Aufstieg seines Hauses war der Umstand, dass er sich für die Witwe von Lothars II., die Königin von Italien Adelheid (* 931, † 16. Dezember 999) einsetzte. Sie war die Tochter des Königs Rudolf II. von Hochburgund, der von 922 bis 926 auch König von Italien war.
Nach dessen Tod am 22. November 950 wurde Berengar II., Markgraf von Ivrea, der bisher die Regentschaft geführt hatte, zum König gewählt und wollte zur Absicherung seiner Herrschaft die Königin-Witwe Adelheid mit seinem Sohn Adalbert II. (936–971) verheiraten. Als diese sich weigerte, wurde sie von Berengar II. 951 in einen Turm des Schlosses Garda gesperrt. Sie konnte jedoch mit Hilfe des Bischofs Adelard von Reggio und von Adalbert Atto mit ihrer Tochter Emma fliehen und fand freundliche Aufnahme und Schutz in dessen Felsenburg Canossa. Diese dramatische Flucht wurde auch von Hrotsvit von Gandersheim in ihrem Werk „Gesta Oddonis“ über das Leben von Kaiser Otto I. erzählt.
Von der Burg Canossa aus rief Adelheid den römisch-deutschen König Otto I. zu Hilfe, der daraufhin Anfang September 951 seine erste Italienfahrt antrat und persönlich mit einem Heer die Alpen überschritt. 
König Berengar II. flüchtete angesichts der herannahenden Armee aus seiner Hauptstadt Pavia in die Gebirgsfestung San Marino. König Otto I. konnte dadurch unbehelligt am 23. September 951 in die lombardischen Königsstadt Pavia einziehen. Nach Charles Cawley war es Adalbert Atto, der die Ehe zwischen dem verwitweten König Otto I. und Adelheid vermittelte. 

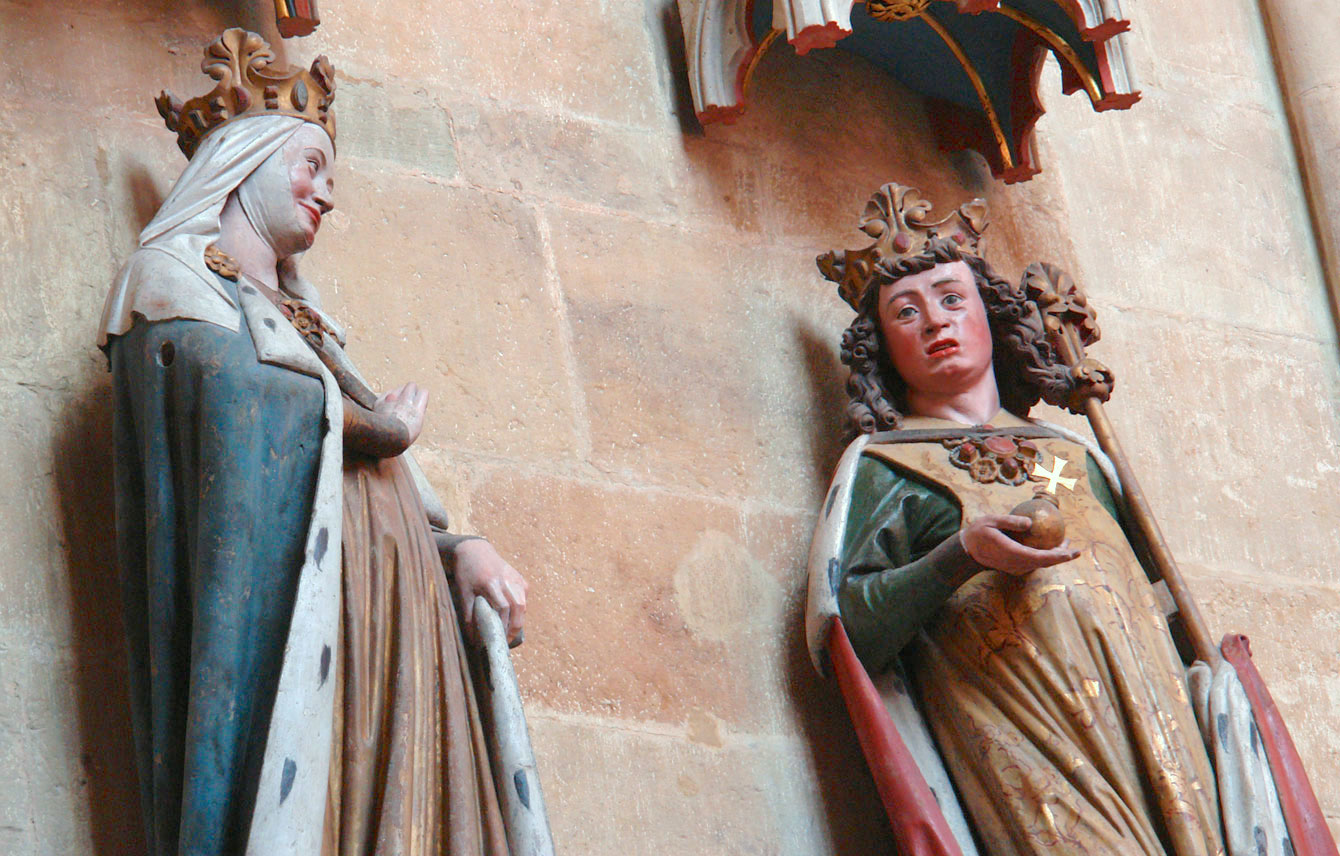
Kaiserin Adelheid neben ihrem Gemahl König Otto I. im Meißner Dom

Adelheid erfüllte als Tochter, Schwiegertochter und Witwe von Königen standesmäßig alle Voraussetzungen einer königlichen Braut und konnte darüber hinaus gewisse Ansprüche auf die Krone Italiens vermitteln. Nicht zuletzt war die Witwe erst etwa neunzehn Jahre alt, attraktiv und gebildet. König Otto sandte jedenfalls von Pavia Boten aus und bat die Königin-Witwe Adelheid um ihre Hand. Er heiratete Adelheid 951 in Pavia und ließ sich daraufhin zum König der Langobarden ausrufen.

### Folgen der Hilfsbereitschaft
Da Adelheid zur Frau von König Otto I. wurde, hatte Adalbert Atto nicht nur das Verdienst, der Witwe eines verstorbenen – nominellen – Königs von Italien, sondern der Gemahlin des künftigen römisch-deutschen Kaisers – und einer späteren Heiligen – in der Not beigestanden zu haben. Er stand daher bei ihr und bei Otto I. in hohem Ansehen. Dies wirkte sich sehr vorteilhaft auf seinen Besitzstand aus, da seiner Familie 962 die Grafschaften Modena, Carpi und Reggio, 977 die Grafschaft Mantua, 980 die Grafschaft Brescia übertragen wurden.
Die Angelegenheit war mit dieser positiven Wende für Adalbert Atto jedoch noch keineswegs abgeschlossen. Etwas überraschend für ihn kam es zu einem Ausgleich zwischen Otto I. und Berengar II. Die Bestrafung für die Inhaftierung der nunmehrigen Königin von Otto I. bestand nur darin, dass Berengar am Augsburger Reichstag am 7. August 952 gezwungen wurde, das (verkleinerte) Königreich Italien als Vasall von König Otto I. und nicht mehr als Souverän zu regieren. Trotz dieser rechtlichen Schlechterstellung blieb Berengar damit an der Macht. Die Schwächung von König Otto I. durch den Aufstand von dessen Sohn Liudolf 952/53 bot Berengar die Gelegenheit, um vom Papst Johannes XII. (955 – 964) und den kaisertreuen Adeligen die an sie verloren gegangenen Gebiete zurückzuerobern.
Dies traf auch Adalbert Atto, der in seiner Burg Canossa von einer Streitmacht des Königs Berengar belagert wurde. Er wandte sich daher an König Otto I., der 957 seinen – wieder versöhnten – Sohn Liudolf mit einer Armee nach Canossa entsandte, der Berengar zur Aufgabe der Belagerung zwang und in eine Bergfestung vertrieb. 
Berengar II. war jedoch hartnäckig. Als Liudolf kurz darauf am 6. September 957 verstarb, übernahm Berengar neuerlich die Herrschaft in Italien. Damit war für ihn der Moment gekommen, sich neuerlich an seinen Feinden zu rächen. Er bedrängte dabei nicht nur Adalberto Atto und andere Lehensträger des Reiches in Italien, sondern auch den – erst neunzehnjährigen – Papst Johannes XII. Von diesen erging im Jahre 960 ein neuerlicher Hilferuf an König Otto. Dieser beschloss darauf, die Strafexpedition mit dem den seit längerem geplanten Romzug zur Kaiserkrönung zu verbinden. Er überschritt die Alpen, zog kampflos in Pavia ein und erklärte Berengar II., der in die Festung San Leo di Montefeltro geflohen war, für abgesetzt. Selbst Berengars Versuch, eine verwegene Koalition bestehend aus dem von dem inzwischen gekrönten Kaiser Otto I. abgefallenen Papst Johannes XII., den Sarazenen von Fraxinetum, und den Ungarn zu bilden, konnte letztlich sein Schicksal nicht abwenden. Er musste sich schließlich 964 ergeben, wurde als Gefangener nach Bamberg gebracht, wo er 966 verstarb. Papst Johannes XII. wurde auf einer Synode in Rom am 4. Dezember 963 abgesetzt.
Adalbert Atto konnte sich damit endlich ungestört seines umfangreichen Grafschaftsbesitzes erfreuen. Urkundlich erscheint er u. a. am 20. April 962 als Graf von Modena und Reggio und am 10. Juni 977 als Graf der Grafschaft Mantua.

### Besitzerweiterung 984
Ab dem Jahr 984 wird er in Urkunden Markgraf genannt. Im selben Jahr kam es durch äußere Umstände zu einer wesentlichen Ausweitung des Besitzstandes des Hauses Canossa. Kaiser Otto II. war 983 verstorben. Sein Sohn und Nachfolger – der spätere Kaiser Otto III. – war damals ein dreijähriges Kind. Heinrich II. Herzog von Bayern, genannt der Zänker, ein Vetter des Verstorbenen Kaisers, sah darin eine Chance, selbst den Thron des Reiches zu besteigen. Er ließ sich daher in Quedlinburg und Magdeburg als Nachfolger seines Vetters, Kaiser Otto II. (973–983), zum neuen römisch-deutschen König ausrufen und huldigen. 
Um diese Usurpation abzustützen, versuchte er wichtige Vertreter der Reichsaristokratie auf seine Seite zu ziehen. Adalbert Atto, der als verlässliche Stütze der kaiserlichen Macht in Italien galt und durch die Lage seiner Besitzungen eine strategische Schlüsselfunktion hatte, profitierte von dieser Situation, da ihn „König“ Heinrich mit den Grafschaften Parma, Piacenza, Bergamo, Cremona und Brescia belehnte. 
Heinrich hatte jedoch die Energie und die diplomatische Geschicklichkeit zweier Damen unterschätzt, die durch seine Usurpation direkt betroffen waren: die Witwe des Kaisers, Theophanu (* um 960; † 991) und dessen Mutter, Adelheid von Burgund – dieselbe, die Adalbert Atto vor vielen Jahren in Canossa aufgenommen hatte. Diesen gelang es gemeinsam mit Willigis, Reichskanzler und Erzbischof von Mainz (975–1011) in kurzer Zeit, die Thronfolge des gekrönten, aber erst dreijährigen Sohnes von Kaiser Otto II. als König Otto III. sicherzustellen. Während sich Heinrich seinem dreijährigen Neffen unterwerfen musste, um zumindest sein Herzogtum Bayern zurückzuerhalten, konnte Alberto Atto die ihm verliehenen Grafschaften behalten, da er rechtzeitig seine Loyalität für den jungen König gezeigt hatte.
Auch die Beziehungen zu den Bischöfen, die ihre Diözese in seinen Grafschaften hatten, waren für Adalberto Atto nicht ganz unproblematisch. Trotz der Belehnung Adalbert Attos mit den Grafschaften bestanden diese darauf, in den Städten ihrer Bischofssitze selbst die gräfliche Autorität auszuüben. Um dem Streit ein Ende zu setzen, wurde schließlich als Kompromiss das Grafenamt dahingehend geteilt, dass Adalbert Atto zwar Graf der jeweiligen Grafschaft war, der Bischof jedoch die Grafenrechte in seiner Residenzstadt ausübte. Adalbert Atto erscheint daher in zeitgenössischen Urkunden vielfach als „Graf der Grafschaft X“ und nicht als „Graf von X.“ 
Adalbert Atto verstarb am 13. Februar nach 975 bzw. 988 nach und wurde in der Kirche des von ihm gestifteten Klosters St. Appollonius bei Canossa begraben.

### Mäzen und Stifter
Adalbert errichtete mehrere religiöse Stiftungen, darunter die 961 erfolgte Gründung eines Klosters in Canossa. Dieses wurde dem Heiligen Apollonius geweiht und diente fortan als Grablege des Hauses. Sowohl er selbst als auch seine Gemahlin und seine Kinder wurden dort begraben. Darüber hinaus stiftete er ein weiteres Kloster in Brescello am Ufer des Po in der Region Reggio Emilia und stattete auch dieses mit Landbesitz zur Errichtung der Gebäude und zum Unterhalt der klösterlichen Gemeinde aus.

## Ehe und Kinder
Adalbert Atto war mit Ildegarda (Hildegard) († 11. Januar 982) verheiratet, deren Familie nicht feststeht, die jedoch vermutlich aus dem Haus der Supponiden stammte.
Aus dieser Ehe sind folgende Kinder bekannt:
- Rodolfo († vor dem Vater am 21. Juli 973/74),
- Tedaldo († Canossa 8. Mai 1012), Markgraf, Graf von Reggio etc. Er wurde zum näheren Stammvater des Hauses ⚭ Willa von Spoleto († 30. August, vor 1007), Tochter von Teubaldo Markgraf und Herzog von Spoleto,
- Prangarda ⚭ v. 8. März 991 Manfredo I. Markgraf von Turin († 1000),
- Goffredo († n. 998), 970 Bischof und Graf von Brescia.